# Lutera boettcheri
Lutera boettcheri är en skalbaggsart som beskrevs av Ohaus 1916. Lutera boettcheri ingår i släktet Lutera och familjen Rutelidae. Inga underarter finns listade i Catalogue of Life.